# إيندراني موكرجي
إيندراني موكرجي (بالهندية: इन्द्राणी मुखर्जी؛ بالإنجليزية: Indrani Mukherjee) هي ممثلة هندية، ولدت في 1945 في الهند.

## وصلات خارجية
- إيندراني موكرجي على موقع IMDb (الإنجليزية)
- إيندراني موكرجي على موقع قاعدة بيانات الفيلم (الإنجليزية)